# Cmentarz Dubečski
Cmentarz Dubečski (cz. Dubečský hřbitov) – cmentarz położony w stolicy Czech w dzielnicy Praga 10 (Dubeč) u zbiegu ulic Za Hřbitovem i K Vilkám.

## Historia
Cmentarz został założony w 1892 roku zastępując likwidowany cmentarz przy kościele św. Piotra. Data założenia znajduje się na podstawie żelaznego krzyża stojącego pośrodku cmentarza. Cmentarz znajduje się w południowo-zachodniej części dzielnicy, rosną na nim liczne kasztanowce.